# Juli Brigàntic
Juli Brigàntic (en llatí Julius Briganticus) era un cabdill batau, fill d'una germana de Juli Civilis, el cap de la revolta dels bataus, amb el que, segons Tàcit, tenia molt mala relació.
L'any dels quatre emperadors (69) va prendre partit per Otó. Dirigia un esquadró de cavalleria i es va revoltar contra Aule Cecina Aliè, general de Vitel·li, i després contra Vespasià (any 70). Va servir després sota Quint Petili Cerealis a Germània, contra el seu oncle Civilis, i va morir en combat l'any 71.